# Obszar chronionego krajobrazu
Obszar chronionego krajobrazu – forma ochrony przyrody. Obszary takie zajmują różnej wielkości tereny, zwykle rozległe, obejmujące pełne jednostki środowiska naturalnego takie jak doliny rzeczne, kompleksy leśne, ciągi wzgórz, pola wydmowe, torfowiska.

## Polska

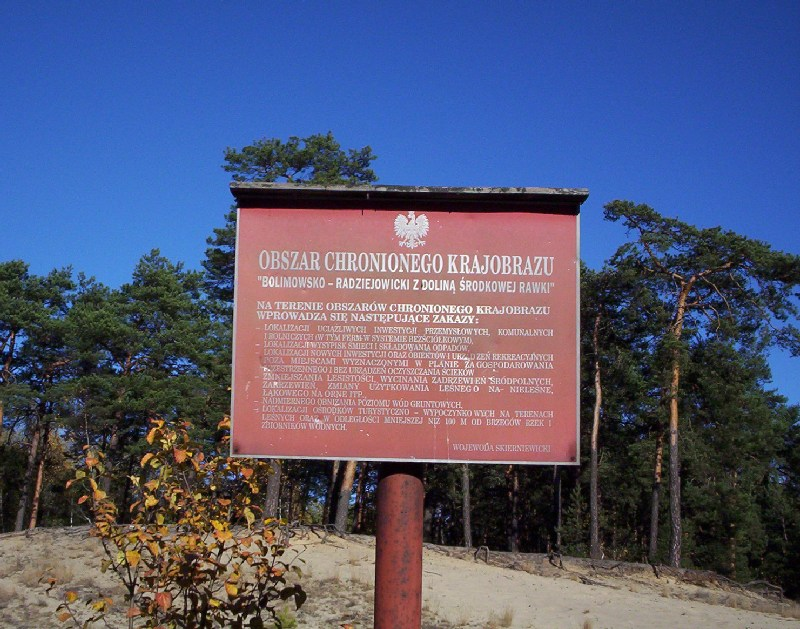
Bolimowsko-Radziejowicki z doliną środkowej Rawki Obszar Chronionego Krajobrazu

W Polsce podstawą prawną dla wyznaczania obszarów chronionego krajobrazu jest Ustawa o ochronie przyrody, która określiła je jako tereny chronione ze względu na wyróżniający się krajobraz o zróżnicowanych ekosystemach, wartościowe ze względu na możliwość zaspokajania potrzeb związanych z turystyką i wypoczynkiem lub pełnioną funkcją korytarzy ekologicznych.
Obszary chronionego krajobrazu wyznacza sejmik województwa, jednak ich likwidacja lub zmiana granic może nastąpić po zaopiniowaniu przez właściwe miejscowo rady gmin. Ponadto projekty uchwał sejmiku województwa związane z obszarami wymagają uzgodnienia z właściwym regionalnym dyrektorem ochrony środowiska. Do 2009 r. obszary chronionego krajobrazu wyznaczał wojewoda.
Na obszarze chronionego krajobrazu może być wprowadzonych 9 określonych przez ustawę zakazów. Ustalenia dotyczące czynnej ochrony ekosystemów oraz zakazy właściwe dla danego obszaru chronionego krajobrazu lub jego części, wybrane spośród zakazów wynikające z potrzeb jego ochrony określa sejmik województwa.
Według danych z 2015 r. w Polsce istniały 383 obszary chronionego krajobrazu, które zajmowały 22,7% powierzchni kraju.
Obszary chronionego krajobrazu są formą ochrony przyrody, o niewielkich rygorach ochronności.
Obszary chronionego krajobrazu są przeznaczone głównie na rekreację, a działalność gospodarcza podlega tylko niewielkim ograniczeniom (zakaz wznoszenia obiektów szkodliwych dla środowiska i niszczenia środowiska naturalnego).

## Czechy

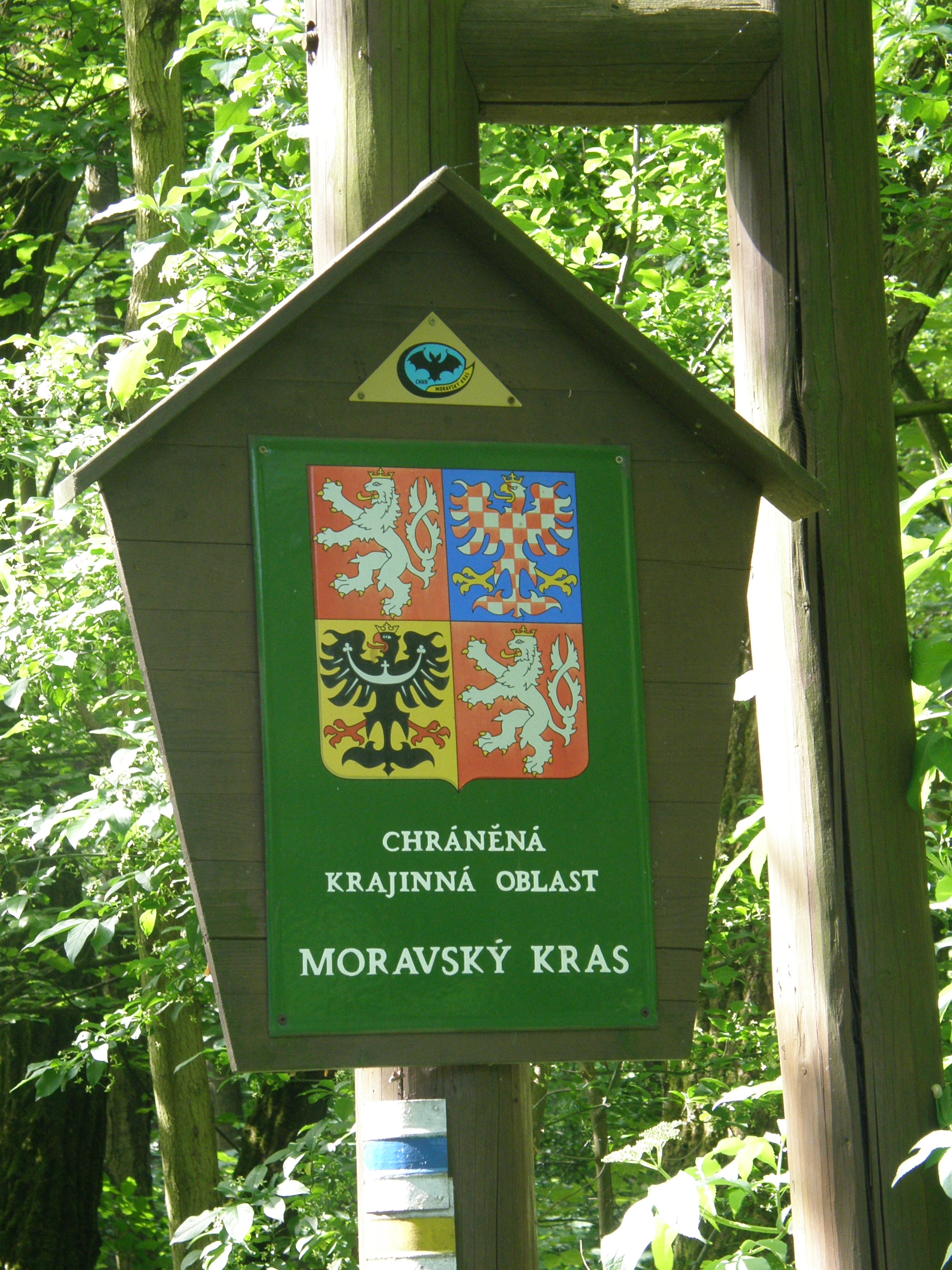
CHKO Kras Morawski

Podstawą prawną funkcjonowania obszarów chronionego krajobrazu w Czechach (czes. Chráněná krajinná oblast, CHKO) jest czeska Ustawa o ochronie przyrody i krajobrazu (zákon č. 114/1992 Sb. o ochraně přírody a krajiny). Na obszarze Czech ustanowiono 25 obszarów chronionego krajobrazu o łącznej powierzchni 1 041 612 ha. Dyrekcje poszczególnych CHKO podlegają Agencji Ochrony Przyrody i Krajobrazu (Agentura ochrany přírody a krajiny) z siedzibą w Pradze.
Czeskie CHKO pod względem rygoru ochronnego są odpowiednikami polskich parków krajobrazowych.
Największym pod względem powierzchni jest CHKO Beskidy (116 000 ha), a najmniejszym CHKO Blaník (4000 ha). Najstarszy CHKO Czeski Raj powstał w 1955 roku, a najnowszy CHKO Czeski Las w 2005.

## W innych językach
Wyrażenie „obszar chronionego krajobrazu” występuje również w innych językach, m.in. w językach:
- angielskim – landscape protection area
- bułgarskim – priroden park (природен парк)
- czeskim – přírodní park
- estońskim – maastikukaitseala - MKA
- niemieckim – Landschaftsschutzgebiet
- słowackim – chránený areál, Chránená krajinná oblasť, CHKO